# 218998 Navi
218998 Navi è un asteroide della fascia principale. Scoperto nel 2008, presenta un'orbita caratterizzata da un semiasse maggiore pari a 2,5505572 UA e da un'eccentricità di 0,1227541, inclinata di 8,82972° rispetto all'eclittica.